# Dacrymycetaceae
Dacrymycetaceae J. Schröt., 1888 è l'unica famiglia dell'ordine Dacrymycetales.

## Generi di Dacrymycetaceae
Il genere tipo è Dacrymyces Nees, gli altri generi inclusi sono:
- Calocera
- Cerinomyces
- Cerinosterus
- Dacrymyces
- Dacryonaema
- Dacryopinax
- Dacryoscyphus
- Ditiola
- Femsjonia
- Guepiniopsis
- Heterotextus